# Морський характер
«Морський характер» (рос. «Морской характер») — радянський художній фільм про Німецько-радянську війну, знятий в 1970 році режисером  Василем Журавльовим.

## Сюжет
Фільм розповідає про героїв-захисників міста Одеси, морських піхотинців, які боролися проти німецьких військ в роки Німецько-радянської війни.

## У ролях
| Актор                | Роль                                  |
| -------------------- | ------------------------------------- |
| Микола Крючков       | Старшина Помпей Юхимович              |
| Володимир Дружников  | Полковник Філатов                     |
| Петро Глєбов         | Полковник Архипов                     |
| Борис Токарев        | Андрій Кроткіх                        |
| Володимир Костін     | Соловей                               |
| Олександр Лук'янов   | Корж                                  |
| Людмила Гладунко     | Тетяна                                |
| Олег Мокшанцев       | Командир крейсера                     |
| Валентин Брилєєв     | Німецький офіцер                      |
| Павло Винник         | Епізод                                |
| Анатолій Голик       | Епізод                                |
| Едуард Ізотов        | Командир Гущин                        |
| Герман Качин         | Епізод                                |
| Ервін Кнаусмюллер    | Німецький полковник                   |
| Іван Косих           | Епізод                                |
| Петро Любешкін       | Офіцер                                |
| Віктор Маркін        | Німецький офіцер                      |
| Віктор Мізін         | Епізод                                |
| Станіслав Міхін      | Морський піхотинець                   |
| Данило Нетребін      | Поранений матрос                      |
| Володимир Протасенко | Епізод                                |
| Олександр Смирнов    | Начальник штабу полку морської піхоти |
| Микола Сморчков      | Офіцер флоту                          |
| Кирило Столяров      | Морський піхотинець лейтенант         |
| Геннадій Юдін        | Епізод                                |
| Геннадій Юхтін       | Епізод                                |
| Фелікс Яворський     | Офіцер флоту                          |

## Знімальна група
- Режисер:  Василь Журавльов
- Сценаристи:  Василь Журавльов, Леонід Соболєв
- Оператори: Володимир Захарчук,  Леонід Косматов
- Художник:  Олексій Лебедєв
- Композитор:  Леонід Афанасьєв